# Ніколаєвка (Бєлорєцький район)
Нікола́євка (рос. Николаевка, башк. Николаевка) — село у складі Бєлорєцького району Башкортостану, Росія. Адміністративний центр Ніколаєвської сільської ради.
Населення — 113 осіб (2010; 144 в 2002).
Національний склад:
- башкири — 58%
- росіяни — 33%